# Aliganj
Aliganj là một thành phố và là nơi đặt ban đô thị (municipal board) của quận Etah thuộc bang Uttar Pradesh, Ấn Độ.

## Địa lý
Aliganj có vị trí 27°30′B 79°11′Đ / 27,5°B 79,18°Đ Nó có độ cao trung bình là 154 mét (505 feet).

## Nhân khẩu
Theo điều tra dân số năm 2001 của Ấn Độ, Aliganj có dân số 24.269 người. Phái nam chiếm 53% tổng số dân và phái nữ chiếm 47%. Aliganj có tỷ lệ 53% biết đọc biết viết, thấp hơn tỷ lệ trung bình toàn quốc là 59,5%: tỷ lệ cho phái nam là 59%, và tỷ lệ cho phái nữ là 46%. Tại Aliganj, 18% dân số nhỏ hơn 6 tuổi.